# Провінція Іґа
Провінція Іґа (яп. 伊賀国 — іґа но куні, «країна Іґа»; 伊州 — тансю, «провінція Іґа») — історична провінція Японії у регіоні Кінкі на острові Хонсю. Відповідає західній частині префектури Міє.

## Короткі відомості
Провінція Іґа була створена у 680 році у результаті поділу провінції Ісе. Її адміністративний центр знаходився у сучасному містечку Саканосімокуні, частині сучасного міста Іґа.
Більшу частину провінції Іґа займали гори. Транспортна інфраструктура була не розвинена. Складний рельєф і відсутність доріг перетворювали провінцію на важкодоступну місцевість. Саме у цій «природній фортеці», у 12 столітті, зародився один із осередків ніндзя — японських професійних шпигунів і найманих убивць. До середини 17 століття провінцією Іґа, фактично, керували їхні знатні роди, попри те, що зі столиці, формально, призначали губернаторів.
Наприкінці 17 століття, у результаті конфлікту місцевих ніндзя з Одою Нобунаґою, майже вся Іґа була спустошена, а шпигунські організації розгромлені. Частині уцілілих вдалося зберегтися лише завдяки найму до Токуґави Ієясу, який у 1603 році став сьоґуном Японії.
Впродовж періоду Едо землі Іґа були під контролем роду Тодо. Провінція зазнала ряд карколомних реформ — було налагоджено транспорту сітку, відбудовані основні міста і села, піднято цілинні землі. Задля безпеки, уцілілі органцізації ніндзя були розпущені, а їхніх членів прийняли до місцевої поліції.
Провінція Іґа була місцем народження Мацуо Басьо (1644—1694), відомого японського поета хайку.
У 1876 році у результаті адміністративної реформи, територія провінції Іґа була включена до префектури Міє.

## Повіти
- Ахаі 阿拝郡
- Іґа 伊賀郡
- Набарі 名張郡
- Ямада 山田郡